# Nobuhiro Terada
Nobuhiro Terada (寺田 宜弘 Terada Nobuhiro; * am 22. April 1976 in Kyōto, Präfektur Kyōto) ist ein ehemaliger japanischer Balletttänzer und Choreograph.
Er war zwischen 2012 und 2021 der künstlerische Direktor der Kyiv State Ballet School und seit 2023 am Taras-Schewtschenko-Opernhaus in Kiew.
Er wurde mit dem International Order of St. Stanislav ausgezeichnet.

## Leben
Geboren wurde Terada am 22. April 1976 in der japanischen Metropole Kyōto. Seine Eltern waren ebenfalls Balletttänzer und gründeten im Jahr 1960 eine der ersten Ballettschulen in Kyōto.
Im Alter von elf Jahren, im Jahr 1987 schicke seine Mutter Michiko ihn in die Ukraine, wo er an der unter anderem an der Kyiv State Ballet School Balletttanz erlernte.
Zwischen 1995 und 2010 war er Solotänzer im Teras-Schewtschenko-Opernhaus. Nach seinem Rücktritt als aktiver Tänzer organisierte er internationale Tourneen um das Profil des Taras-Schewtschenko-Opernhauses außerhalb der Ukraine bekannter zu machen und veranstaltete eigene Ballettwettbewerbe. Im Zuge des russischen Überfalls auf die Ukraine Anfang 2022 verließ Terada die Ukraine und kam über Portugal nach München, wo er Kinder, die aus der Ukraine geflüchtet waren, im Balletttanz unterrichtet. Im Dezember des Jahres 2022 wurde er zum künstlerischen Direktor des Taras-Schewtschenko-Opernhauses berufen.
Er war für das Casting und die Repertoirebeschaffung für die Japan-Tournee, die im Dezember 2022 startete und im Januar 2023 nach 14 Auftritten in mehreren Metropolen, darunter Tokio und Yokohama endete, zuständig.
Im Dezember des Jahres 2023 wurde er als einer von acht Gastjuroren des Kōhaku Uta Gassen vorgestellt.